# POP!TICK!ROCK!
『POP!TICK!ROCK!』（ポップ!チック!ロック!）は、ライブ会場限定盤として発売された Mayuのミニ・アルバムである。

## 概要
ライブ会場限定販売ではあるが手売りのみで約800枚を達成。

## 収録曲
- 全曲作詞・作曲： Mayu

1. 深夜バス (4:09)
2. ほろよいヒロイン (3:47)
3. KISSED MY DREAM (6:14)
4. ステレオラブ (4:15)